# Сведмюра (станція метро)
59°16′39″ пн. ш. 18°04′01″ сх. д. / 59.2775° пн. ш. 18.067083° сх. д.
«Сведмюра» (швед. Svedmyra) — станція Зеленої лінії Стокгольмського метрополітену, обслуговується потягами маршруту Т19.
Станція була відкрита 9 вересня 1951 року у складі черги між Гулльмарспланом і Стуребю.
 
Ще в 1930 році трамвай Ербюбанан мав тут зупинку. 
Дистанція метро між станцією Глобен та станцією Стуребю прокладена по старій трамвайній лінії.
Відстань від станції Слюссен 5.2 км.
Пасажирообіг станції в будень —	2,450 осіб (2019)
.
Розташування: мікрорайон Стуребю, Седерорт, Стокгольм
Конструкція: відкрита наземна станція з однією острівною платформою на дузі.

## Операції
| Попередня станція              | Лінія | Лінія     | Лінія | Наступна станція    |
| ------------------------------ | ----- | --------- | ----- | ------------------- |
| Соккенплан до Гессельбю-странд |       | Лінія T19 |       | Стуребю до Гагсетра |